# Nội các Myanmar
Nội các Myanmar (tiếng Miến Điện: ပြည်ထောင်စုအစိုးရအဖွဲ့) hay còn được gọi Chính phủ liên bang là cơ quan hành pháp của Cộng hòa Liên bang Myanmar.

## Thành viên
Theo Hiến pháp Myanmar các Bộ trưởng Liên bang đều phải là công dân Myanmar, đã cư trú liên tục tại Myanmar ít nhất 10 năm:
- Ít nhất 40 tuổi;
- Có trình độ chuyên môn nếu không đủ 40 tuổi, theo quy định tại điều 120 cho đại diện Pyithu Hluttaw (hạ viện);
- Có trình độ chuyên môn nhưng không vi phạm các quy định;
- Trung thành với Liên bang và người dân.

Tổng Tư lệnh bổ nhiệm Bộ trưởng Quốc phòng, Nội vụ và Biên giới lựa chọn các ứng viên từ Tatmadaw. Tổng thống bổ nhiệm các thành viên còn lại.
Tổng thống cũng bổ nhiệm các Thứ trưởng của các Bộ tương đương, với trình độ chuyên môn tương ứng Bộ trưởng nhưng có độ tuổi ít hơn (35 tuổi thay vì 40).

## Nội các hiện tại

### Nội các Win Myint
Nội các tuyên thệ ngày 30/3/2018 tại Quốc hội Liên bang Myanmar, Naypyidaw, sau khi được Tổng thống Win Myint bổ nhiệm.

### Lãnh đạo và phó lãnh đạo
| Win Myint        | Tổng thống       |
| Aung San Suu Kyi | Cố vấn nhà nước  |
| Myint Swe        | Phó Tổng thống 1 |
| Henry Van Thio   | Phó Tổng thống 2 |

### Thành viên
| Bộ                                         | Bộ                             | Chức vụ        | Tên              | Đảng            | Nhiệm kỳ        |
| ------------------------------------------ | ------------------------------ | -------------- | ---------------- | --------------- | --------------- |
| Bộ Nông nghiệp, Gia súc và Thủy lợi        | စိုက်ပျိုးရေး၊ မွေးမြူရေးနှင့် ဆည်မြောင်း ဝန်ကြီးဌာန         | Bộ trưởng      | Aung Thu         | NLD             | 30/3/2018 - nay |
| Bộ Nông nghiệp, Gia súc và Thủy lợi        | စိုက်ပျိုးရေး၊ မွေးမြူရေးနှင့် ဆည်မြောင်း ဝန်ကြီးဌာန         | Thứ trưởng     | Hla Kyaw         | USDP            | 30/3/2018 - nay |
| Bộ Các vấn đề Biên giới                    | နယ်စပ်ရေးရာ ဝန်ကြီးဌာန                   | Bộ trưởng      | Ye Aung          | Quân đội        | 30/3/2018 - nay |
| Bộ Các vấn đề Biên giới                    | နယ်စပ်ရေးရာ ဝန်ကြီးဌာန                   | Thứ trưởng     | Than Htut        | Quân đội        | 30/3/2018 - nay |
| Bộ Thương mại                              | စီးပွားရေးနှင့် ကူးသန်းရောင်းဝယ်ရေး ဝန်ကြီးဌာန           | Bộ trưởng      | Than Myint       | NLD             | 30/3/2018 - nay |
| Bộ Thương mại                              | စီးပွားရေးနှင့် ကူးသန်းရောင်းဝယ်ရေး ဝန်ကြီးဌာန           |                | Aung Htoo        | Không đảng phái | 30/3/2018 - nay |
| Bộ Xây dựng                                | ဆောက်လုပ်ရေး ဝန်ကြီးဌာန                    | Bộ trưởng      | Han Zaw          | Không đảng phái | 30/3/2018 - nay |
| Bộ Xây dựng                                | ဆောက်လုပ်ရေး ဝန်ကြီးဌာန                    | Thứ trưởng     | Kyaw Linn        | Không đảng phái | 30/3/2018 - nay |
| Bộ Quốc phòng                              | မြန်မာနိုင်ငံ ကာကွယ်ရေး ဝန်ကြီးဌာန              |                | Sein Win         | Quân sự         | 30/3/2018 - nay |
| Bộ Quốc phòng                              | မြန်မာနိုင်ငံ ကာကွယ်ရေး ဝန်ကြီးဌာန              | Thứ trưởng     | Myint Nwe        | Quân sự         | 30/3/2018 - nay |
| Bộ Giáo dục                                | ပညာရေးဝန်ကြီးဌာန                       | Bộ trưởng      | Myo Thein Gyi    | Không đảng phái | 30/3/2018 - nay |
| Bộ Giáo dục                                | ပညာရေးဝန်ကြီးဌာန                       | Thứ trưởng     | Win Maw Tun      | Không đảng phái | 30/3/2018 - nay |
| Bộ Năng lượng và Điện lực                  | လျှပ်စစ်နှင့်စွမ်းအင်ဝန်ကြီးဌာန                | Bộ trưởng      | Win Khaing       | Không đảng phái | 30/3/2018 - nay |
| Bộ Năng lượng và Điện lực                  | လျှပ်စစ်နှင့်စွမ်းအင်ဝန်ကြီးဌာန                | Thứ trưởng     | Tun Naing        | NLD             | 30/3/2018 - nay |
| Bộ Các vấn đề Dân tộc                      | တိုင်းရင်းသားလူမျိုးများရေးရာ ဝန်ကြီးဌာန               | Bộ trưởng      | Naing Thet Lwin  | MNP             | 30/3/2018 - nay |
| Bộ Tài chính và Kế hoạch                   | စီမံကိန်းနှင့်ဘဏ္ဍာရေးဝန်ကြီးဌာန                | Bộ trưởng      | Kyaw Win         | NLD             | 30/3/2018 - nay |
| Bộ Tài chính và Kế hoạch                   | စီမံကိန်းနှင့်ဘဏ္ဍာရေးဝန်ကြီးဌာန                | Thứ trưởng     | Maung Maung Win  | NLD             | 30/3/2018 - nay |
| Bộ Tài chính và Kế hoạch                   | စီမံကိန်းနှင့်ဘဏ္ဍာရေးဝန်ကြီးဌာန                | Thứ trưởng     | Set Aung         | Không đảng phái | 30/3/2018 - nay |
| Bộ Ngoại giao                              | နိုင်ငံခြားရေး ဝန်ကြီးဌာန                    | Bộ trưởng      | Aung San Suu Kyi | NLD             | 30/3/2018 - nay |
| Bộ Y tế Thể thao                           | ကျန်းမာရေးနှင့်အားကစားဝန်ကြီးဌာန                 | Bộ trưởng      | Myint Htwe       | Không đảng phái | 30/3/2018 - nay |
| Bộ Nội vụ                                  | ပြည်ထဲရေးဝန်ကြီးဌာန                      | Bộ trưởng      | Kyaw Swe         | Quân sự         | 30/3/2018 - nay |
| Bộ Nội vụ                                  | ပြည်ထဲရေးဝန်ကြီးဌာန                      | Thứ trưởng     | Aung Soe         | Quân sự         | 30/3/2018 - nay |
| Bộ Khách sạn và Du lịch                    | ဟိုတယ်နှင့် ခရီးသွားလာရေး ဝန်ကြီးဌာန              | Bộ trưởng      | Ohn Maung        | Không đảng phái | 30/3/2018 - nay |
| Bộ Công nghiệp                             | စက်မှု ဝန်ကြီးဌာန                      | Bộ trưởng      | Khin Maung Cho   | Không đảng phái | 30/3/2018 - nay |
| Bộ Thông tin                               | ပြန်ကြားရေးဝန်ကြီးဌာန                      | Bộ trưởng      | Pe Myint         | Không đảng phái | 30/3/2018 - nay |
| Bộ Thông tin                               | ပြန်ကြားရေးဝန်ကြီးဌာန                      | Thứ trưởng     | Aung Hla Tun     | Không đảng phái | 30/3/2018 - nay |
| Bộ Hợp tác quốc tế                         | အပြည်ပြည်ဆိုင်ရာပူးပေါင်းဆောင်ရွက်ရေးဝန်ကြီးဌာန          | Bộ trưởng      | Kyaw Tin         | NLD             | 30/3/2018 - nay |
| Bộ Lao động, Nhập cư và Dân số             | အလုပ်သမား၊ လူဝင်မှုကြီးကြပ်ရေးနှင့် ပြည်သူ့အင်အား ဝန်ကြီးဌာန | Bộ trưởng      | Thein Swe        | USDP            | 30/3/2018 - nay |
| Bộ Tài nguyên và Bảo vệ Môi trường         | သယံဇာတနှင့်သဘာဝပတ်ဝန်းကျင်ထိန်းသိမ်းရေး ဝန်ကြီးဌာန     | Bộ trưởng      | Ohn Win          | Không đảng phái | 30/3/2018 - nay |
| Bộ Văn phòng Chính phủ Liên bang           | ပြည်ထောင်စုအစိုးရအဖွဲ့ရုံးဝန်ကြီးဌာန               | Bộ trưởng      | Thaung Tun       | Không đảng phái | 30/3/2018 - nay |
| Bộ Văn phòng Tổng thống                    | ပြည်ထောင်စုသမ္မတမြန်မာနိုင်ငံတော် နိုင်ငံတော်သမ္မတရုံး     | Bộ trưởng      | Aung San Suu Kyi | NLD             | 30/3/2018 - nay |
| Bộ Văn phòng Tổng thống                    | ပြည်ထောင်စုသမ္မတမြန်မာနိုင်ငံတော် နိုင်ငံတော်သမ္မတရုံး     | Thứ trưởng     | Min Thu          | USDP            | 30/3/2018 - nay |
| Bộ Tôn giáo và Văn hóa                     | သာသနာရေးနှင့်ယဉ်ကျေးမှုဝန်ကြီးဌာန                | Bộ trưởng      | Aung Ko          | USDP            | 30/3/2018 - nay |
| Bộ Phúc lợi Xã hội, Cứu trợ và Tái định cư | လူမှုဝန်ထမ်းကယ်ဆယ်ရေးနှင့်ပြန်လည် နေရာချထားရေး ဝန်ကြီးဌာန  | Bộ trưởng      | Win Myat Aye     | NLD             | 30/3/2018 - nay |
| Bộ Phúc lợi Xã hội, Cứu trợ và Tái định cư | လူမှုဝန်ထမ်းကယ်ဆယ်ရေးနှင့်ပြန်လည် နေရာချထားရေး ဝန်ကြီးဌာန  | Thứ trưởng     | Soe Aung         | Không đảng phái | 30/3/2018 - nay |
| Bộ Văn phòng Cố vấn Nhà nước               | ပြည်ထောင်စုသမ္မတမြန်မာနိုင်ငံတော် နိုင်ငံတော်အတိုင်ပင်ခံရုံး   | Bộ trưởng      | Kyaw Tint Swe    | Không đảng phái | 30/3/2018 - nay |
| Bộ Văn phòng Cố vấn Nhà nước               | ပြည်ထောင်စုသမ္မတမြန်မာနိုင်ငံတော် နိုင်ငံတော်အတိုင်ပင်ခံရုံး   | Thứ trưởng     | Khin Maung Tin   | NLD             | 30/3/2018 - nay |
| Bộ Giao thông vận tải                      | ပို့ဆောင်ရေးနှင့် ဆက်သွယ်ရေးဝန်ကြီးဌာန              | Bộ trưởng      | Thant Sin Maung  | NLD             | 30/3/2018 - nay |
| Bộ Giao thông vận tải                      | ပို့ဆောင်ရေးနှင့် ဆက်သွယ်ရေးဝန်ကြီးဌာန              | Thứ trưởng     | Kyaw Myo         | NLD             | 30/3/2018 - nay |
| Bộ Giao thông vận tải                      | ပို့ဆောင်ရေးနှင့် ဆက်သွယ်ရေးဝန်ကြီးဌာန              | Thứ trưởng     | Thar Oo          | Không đảng phái | 30/3/2018 - nay |
| Văn phòng Tổng Kiểm toán                   | ပြည်ထောင်စုစာရင်းစစ်ချုပ်ရုံး                  | Bộ trưởng      | Maw Than         | Không đảng phái | 30/3/2018 - nay |
| Tổng Kiểm toán                             | ပြည်ထောင်စုရှေ့နေချုပ်                      | Tổng Kiểm toán | Htun Htun Oo     | Không đảng phái | 30/3/2018 - nay |
| Ngân hàng Trung ương                       | မြန်မာနိုင်ငံတော်ဗဟိုဘဏ်                    | Thống đốc      | Kyaw Kyaw Maung  | Không đảng phái | 30/3/2018 - nay |

### Nội các trước đây
Nội các tính đến tháng 7/2014
| Tên                                            | Bộ trưởng                   |
| ---------------------------------------------- | --------------------------- |
| Bộ Nông nghiệp và Thủy lợi                     | Myint Hlaing                |
| Bộ Thương mại                                  | Win Myint                   |
| Bộ Truyền thông và công nghệ thông tin         | Myat Hein                   |
| Bộ Xây dựng                                    | Kyaw Lwin                   |
| Bộ Hợp tác xã                                  | Kyaw Hsan                   |
| Bộ Văn hóa                                     | Aye Myint Kyu               |
| Bộ Quốc phòng                                  | Trung tướng Wai Lwin        |
| Bộ Giáo dục                                    | Khin San Yee                |
| Bộ Điện lực                                    | Khin Maung Soe              |
| Bộ Năng lượng                                  | Zayar Aung                  |
| Bộ Tài chính                                   | Win Shein                   |
| Bộ Ngoại giao                                  | Wunna Maung Lwin            |
| Bộ Bảo tồn môi trường và Lâm nghiệp            | Win Tun                     |
| Bộ Y tế                                        | Than Aung                   |
| Bộ Nội vụ                                      | Trung tướng Ko Ko           |
| Bộ Khách sạn và Du lịch                        | Htay Aung                   |
| Bộ Di trú và Dân số                            | Khin Yi                     |
| Bộ Công nghiệp                                 | Maung Myint                 |
| Bộ Thông tin                                   | Ye Htut                     |
| Bộ Lao động, Việc làm và An sinh xã hội        | Aye Myint                   |
| Bộ Chăn nuôi, Thủy sản và Phát triển Nông thôn | Ohn Myint                   |
| Bộ Mỏ                                          | Myint Aung                  |
| Bộ Kế hoạch Nhà nước và Phát triển Kinh tế     | Kan Zaw                     |
| Bộ Vấn đề Biên phòng                           | Trung tướng Thet Naing Win. |
| Bộ Giao thông đường sắt                        | Than Htay                   |
| Bộ Vấn đề Tôn giáo                             | Soe Win                     |
| Bộ Khoa học và Công nghệ                       | Ko Ko Oo                    |
| Bộ Phúc lợi xã hội, cứu trợ và tái định cư     | Myat Myat Ohn Khin          |
| Bộ Thể thao                                    | Tint Hsan                   |
| Bộ Giao thông                                  | Nyan Tun Aung               |
| Bộ Văn phòng Tổng thống                        | Thein Nyunt                 |
| Bộ Văn phòng Tổng thống                        | Soe Maung                   |
| Bộ Văn phòng Tổng thống                        | Soe Thein                   |
| Bộ Văn phòng Tổng thống                        | Aung Min                    |
| Bộ Văn phòng Tổng thống                        | Hla Tun                     |
| Bộ Văn phòng Tổng thống                        | Tin Naing Thein, U.         |
| Tổng Kiểm toán Liên bang                       | Thein Htaik                 |
| Tổng chưởng lý Liên bang                       | Tun Shin                    |